# Magdalena Moncada
Magdalena Moncada, död 1670, var en spansk hovfunktionär. 
Hon utnämndes 1648 till hovdam åt Spaniens drottning  Maria Anna av Österrike. Hon var en av drottningregentens personliga vänner och favoriter och utverkade många tjänster från regenten till sin egen släkt och den katalonsk-aragonska adeln. 